# Bandar bituberosa
Bandar bituberosa är en skalbaggsart som först beskrevs av Fuchs 1966.  Bandar bituberosa ingår i släktet Bandar och familjen långhorningar. Inga underarter finns listade.